# Chiesa di Sant'Antonio Abate (Sedegliano)
La chiesa di Sant'Antonio Abate è la parrocchiale di Sedegliano, in provincia ed arcidiocesi di Udine; fa parte della forania del Medio Friuli.

## Storia
A Sedegliano esisteva già una chiesa nel Medioevo; di questo edificio rimane ancora il portale del 1497 scolpito dal Pilacorte, oggi usato come ingresso laterale.
L'attuale parrocchiale venne costruita nel 1720 e consacrata nel 1821.
La prima pietra del campanile fu posta nel 1896; la struttura, progettata da Girolamo D'Aronco, venne ultimata nel 1901.
La chiesa fu ristrutturata in seguito al terremoto del Friuli del 1976; nel 2002 anche il campanile subì un intervento di restauro e consolidamento condotto dall'ingegnere udinese Lorenzo Saccomano.

## Descrizione

### Esterno
La facciata a capanna della chiesa è tripartita da quattro paraste doriche al di sopra delle quali vi è il timpano.
Ad una ventina di metri dalla parrocchiale si erge il campanile a base quadrata, abbellito da lesene angolari; la cella presenta su ogni lato una monofora ed è coronata dalla guglia piramidale poggiante sul tamburo.

### Interno

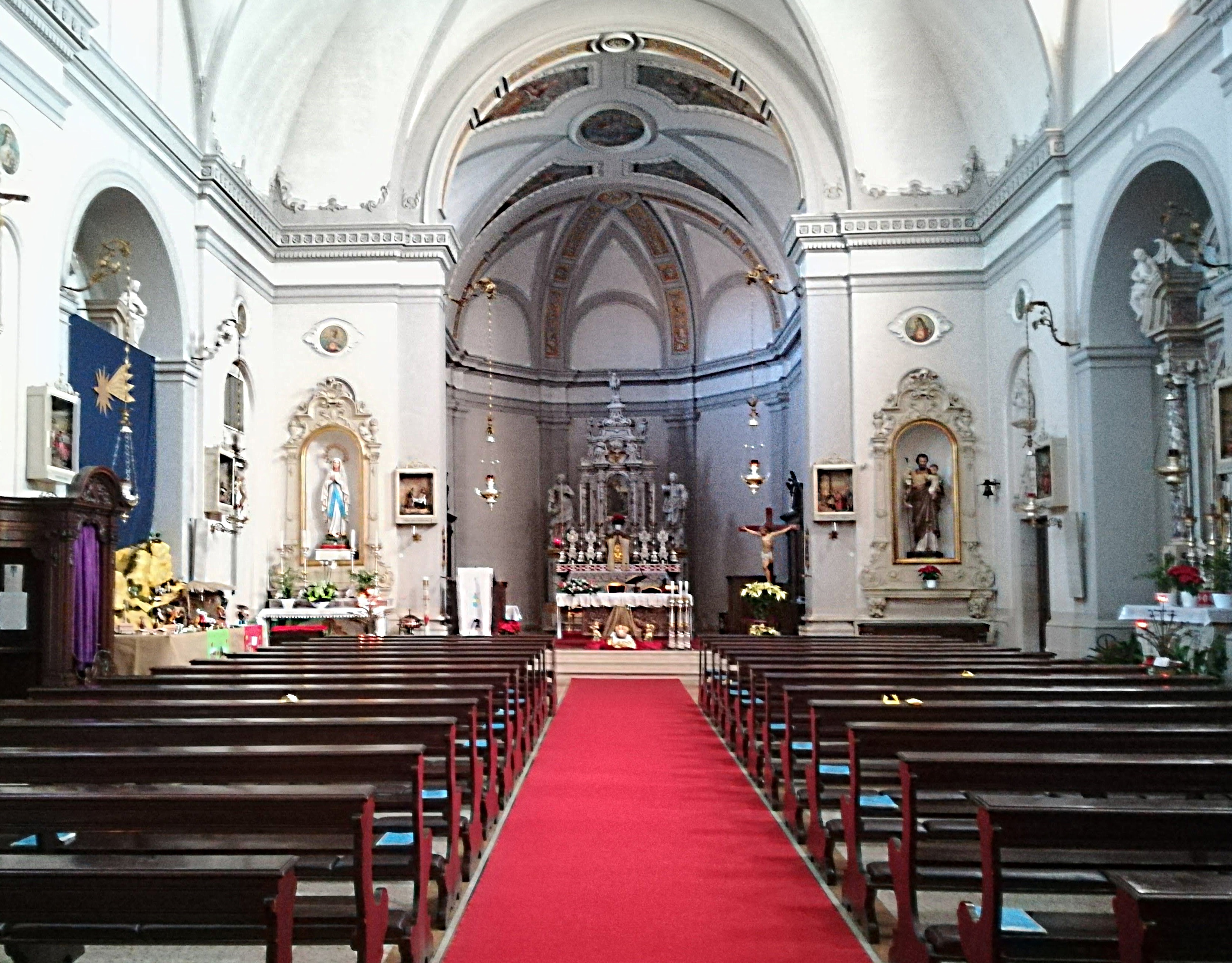
L'interno

L'interno dell'edificio si compone di un'unica navata, sulla quale si affacciano quattro cappelle laterali; il soffitto è a botte ed è decorato da un affresco raffigurante l'Apoteosi di Sant'Antonio Abate, dipinto da Lorenzo Bianchini nel 1885.
Altre significative opere conservate nella chiesa sono la pala che rappresenta la Madonna col Bambino assieme ai santi Rocco e Macario e agli angeli, eseguita da Pomponio Amalteo nel 1533, e il marmoreo altare maggiore, realizzato nel Settecento da Giovanni Mattiussi.